# Sänningen, Västergötland
Sänningen är en sjö i Töreboda kommun i Västergötland och ingår i Motala ströms huvudavrinningsområde. Sjön är 9,9 meter djup, har en yta på 0,806 kvadratkilometer och befinner sig 128 meter över havet. Sjön avvattnas av vattendraget Sänningenbäcken. Vid provfiske har abborre, gers, gädda och mört fångats i sjön.

## Delavrinningsområde
Sänningen ingår i det delavrinningsområde (651671-141446) som SMHI kallar för Utloppet av Sänningen. Medelhöjden är 136 meter över havet och ytan är 5,93 kvadratkilometer. Det finns inga delavrinningsområden uppströms utan avrinningsområdet är högsta punkten. Sänningenbäcken som avvattnar avrinningsområdet har biflödesordning 4, vilket innebär att vattnet flödar genom totalt 4 vattendrag innan det når havet efter 180 kilometer. Delavrinningsområdet består mestadels av skog (62 %) och jordbruk (10 %). Avrinningsområdet har 0,81 kvadratkilometer vattenytor vilket ger det en sjöprocent på 13,6 %.